# Manly Wade Wellman
Manly Wade Wellman (n. 21 mai 1903 - d. 5 aprilie 1986) este un scriitor american de literatură științifico-fantastică și fantastică.  Deși a publicat în numeroase reviste pulp ca  Astounding Stories, Startling Stories, Unknown sau Strange Stories, Wellman este cek mai notabil pentru contribuțiile sale din Weird Tales, unde a publicat numeroase povestiri SF și de groază cu ațiunea în Munții Apalași, bazate pe folclorul americanilor nativi din regiune.

## Lucrări publicate (selecție)

### SF & F
- The Invading Asteroid (1929)
- Sojarr of Titan (1941)
- The Devil's Asteroid (1941)
- The Solar Invasion (1946)
- Devil's Planet (1951)
- The Beasts from Beyond (1950) [sau Strangers on the Heights]
- Twice in Time (1957)
- The Dark Destroyers (1959) [versiune scurtă a Nuisance Value (1938/39)]
- Giants from Eternity (1959)
- Island in the Sky (1961)
- Worse Things Waiting (Carcosa,1973) (colecție de povestiri) (a câștigat World Fantasy Award pentru cea mai bună colecție în 1975)
- Sherlock Holmes's War of the Worlds cu Wade Wellman (1975)
- The Beyonders (1977)
- The Valley So Low: Southern Mountain Stories (1987) (colecție de povestiri)
- The Collected Stories of Manly Wade Wellman:

1. The Third Cry to Legba and Other Invocations (2000) (povestiri cu John Thunstone și Lee Cobbett)
2. The Devil is Not Mocked and Other Warnings (2001)
3. Fearful Rock and Other Precarious Locales (2001) (povestiri cu Judge Pursuivant și Sergeant Jaeger)
4. Sin's Doorway and Other Ominous Entrances (2003)
5. Owls Hoot in the Daytime and Other Omens (2003) (povestiri cu John the Balladeer)

### Colecții de povestiri cu Silver John și romane
- Who Fears the Devil? (Arkham House, 1963) (povestiri)
- The Old Gods Waken (1979)
- After Dark  (1980)
- The Lost and the Lurking (1981)
- The Hanging Stones (1982)
- The Voice of the Mountain (1984)
- John the Balladeer (1988)
- Owls Hoot In The Daytime And Other Omens (2003)
- Who Fears the Devil? (Paizo Publishing, 2010)

### Colecții de povestiri cu John Thunstone și romane
- Lonely Vigils (Carcosa,1981) (povestiri cu Thunstone și Judge Pursuivant)
- What Dreams May Come (1983)
- The School of Darkness  (1985)
- The Complete John Thunstone  (2012)

### Povestiri cu Hok și colecții de povestiri
- "Battle in the Dawn" (1939)
- "Hok Goes to Atlantis" (1939)
- "The Day of the Conquerors" (1940)
- "Hok Draws the Bow"
- "Hok and the Gift of Heaven" (1941)
- "Hok Visits the Land of Legends" (1942)
- "The Love of Oloana" (1986)
- "Untitled Hok Fragment" (1989)
- Battle in the Dawn: The Complete Hok the Mighty (2010)

### Povestiri pentru tineri adulți
- The Lion Roared. (Thrilling Tales) 1927.
- The Sleuth Patrol. 1947.
- The Mystery of Lost Valley. 1948.
- The Raiders of Beaver Lake. 1950.
- The Haunts of Drowning Creek. 1951.
- Wild Dogs of Drowning Creek. 1952.
- The Last Mammoth. 1953.
- Gray Riders: Jeb Stuart and His Men. 1954.
- Rebel Mail Runner. 1954.
- Flag on the Levee. 1955.
- To Lands Unknown. 1956.
- Young Squire Morgan. 1956.
- Lights over Skelton Ridge. 1957.
- The Master of Scare Hollow. 1957.
- Iron Scouts Trilogy
  - The Ghost Battalion: A Story of the Iron Scouts. 1958.
  - Ride, Rebels!: Adventures of the Iron Scouts. 1959.
  - Appomattox Road: Final Adventures of the Iron Scouts. 1960.
- Third String Center. 1960.
- Rifles at Ramsour's Mill: A Tale of the Revolutionary War. 1961.
- Battle for King's Mountain. 1962.
- Clash on the Catawba. 1962.
- The South Fork Rangers. 1963.
- The River Pirates. 1963.
- Settlement on Shocco: Adventures in Colonial Carolina. 1963.
- Mystery at Bear Paw Gap. 1964.
- The Specter of Bear Paw Creek. 1966.
- Battle at Bear Paw Gap. 1966.
- Jamestown Adventure. 1967.
- Brave Horse: The Story of Janus. 1968.
- Carolina Pirate. 1968.
- Frontier Reporter. 1969.
- Mountain Feud. 1969.
- Fast Break Five. 1971.

### Alte romane
- Cahena (1986) (roman istoric)
- Candle of the Wicked (1960)
- A Double Life (bazat pe film) (Century Book Publications, 1947) Scenariu de Garson Kanin și Ruth Gordon film de George Cukor cu Ronald Colman.
- Find My Killer  (roman de mister, 1947) (ca Manly Wellman)
- Fort Sun Dance (roman western) (1955)
- Not At These Hands (mister)(1962)
- Romance in Black (ca 'Gans T. Field'). (1945)

### Piese de teatru
Whom He May Devour. Scrisă în anii 1930. Publicată în Whispers, 11/12 (1978).